# Włodzimierz Wolski

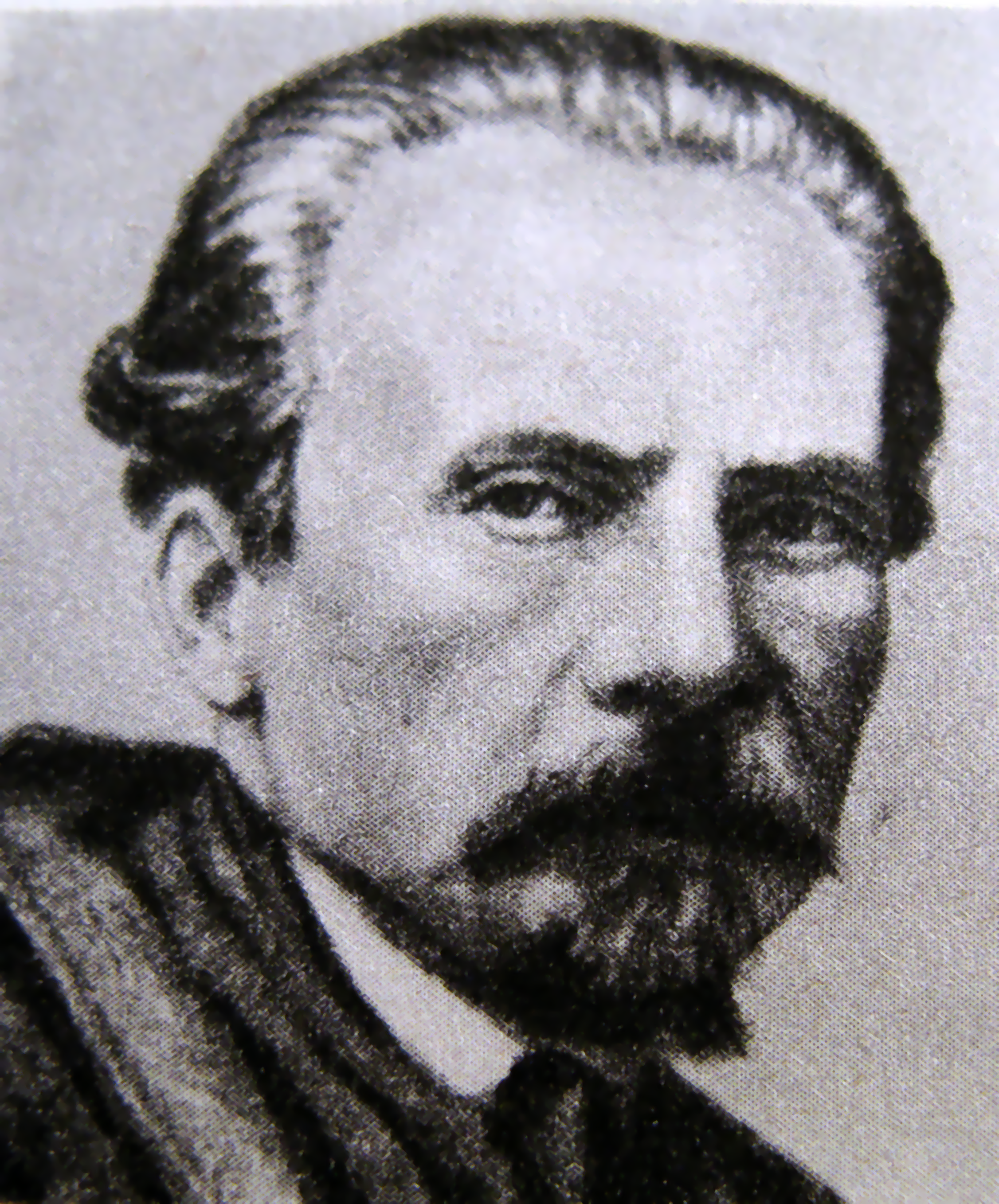
Włodzimierz Wolski

Włodzimierz Wolski (* 9. Oktober 1824 in Pultusk; † 29. Juli 1882 in Brüssel) war ein polnischer Dichter, Schriftsteller, Übersetzer und Librettist.

## Leben
Wolski wuchs in Warschau auf und veröffentlichte dort seine Gedichte und Prosa in Zeitschriften. Er nahm am Januaraufstand teil und ließ sich nach der Niederlage in Brüssel nieder. Bekannt wurde er als Autor des Librettos zu Stanisław Moniuszkos Oper Halka.

### Publikationen
- Dichtungen
  - Ojciec Hilary, poemat (1843)
  - Halka, poemat (niewydany w wyniku cięć cenzury)
  - Połośka, poemat (1859)
  - Śpiewy powstańcze, zbiór wierszy (Paris 1863)
  - Promyki, zbiór wierszy (Brüssel 1869)
  - Listy z Belgii, wierszowane
- Libretti der Opern von Moniuszko
  - Halka
  - Hrabina
- Romane
  - Domek przy ulicy Głębokiej (1859)
- Novellen
  - La kaczucza
  - Czarna wstążka